# Космос-596
Космос-596 (Зенит 2М) — советский разведывательный спутник третьего поколения, нёсший на борту аппаратуру для оптической фотосъёмки низкого разрешения. Был запущен 3 октября 1973 года с космодрома «Плесецк».

## Запуск
Запуск «Космоса-596» состоялся в 12:57 по Гринвичу 3 октября 1973 года. Для вывода спутника на орбиту использовалась ракета-носитель «Союз». Старт был осуществлён с площадки 41/3 космодрома «Плесецк». После успешного вывода на орбиту спутник получил обозначение «Космос-596», международное обозначение 1973-070A и номер по каталогу спутников 06956.
«Космос-596» эксплуатировался на низкой околоземной орбите. По состоянию на 03 октября 1973 года он имел перигей 204 километров, апогей 312 километров и наклон 72,4° с периодом обращения 89,68 минуты.
Во время запуска проводились испытания возвращаемой капсулы нового типа, которые окончились неудачей.

## Инцидент
В процессе испытаний 6 октября 1973 года произошло короткое замыкание в электропроводке спускаемой капсулы ФЭУ‑170 № 1Л, что послужило причиной неразделения капсулы в атмосфере из-за чего впоследствии не вышел парашют. Капсула разбилась.

## Космический аппарат
«Космос-596» соответствовал типу «Зенит-2М» и был построен в ОКБ-1 С. П. Королёва (РКК «Энергия») на базе конструкции пилотируемого космического корабля «Восток». Аппарат состоит из сферического возвращаемого отсека. Внутри отсека устанавливалась вся специальная аппаратура. Оптические оси смонтированных фотокамер были перпендикулярны продольной оси аппарата. Съёмка осуществлялась через иллюминаторы, расположенные в крышке одного из двух технологических люков большого диаметра. В отличие от предыдущей серии аппаратов «Зенит-2» на «Зенит-2М» была установлена новая система камер и модернизированные солнечные батареи. Общая масса космического аппарата составляла примерно 6300 кг.